# 黃羚恩
黃羚恩（英語：Wong Ling Yan，1984年7月18日—），前名傅千盈、原名黃曉暉，香港模特兒和演員，前無綫電視藝員，
曾參與不少MV及電視廣告，亦曾參與演出不少無綫電視的劇集，如《同事三分親》、《金石良緣》，還有《食到篤、問到篤》，《鐵甲無敵獎門人》等電視綜藝節目。曾加入香港電視網絡工作，
於2015年結婚，有一名女兒一名兒子。

## 簡歷
2004年，黃羚恩參加粵港模特兒比賽後成為模特兒，之後拍過廣告、雜誌內頁和商場行天橋等工作。
2006年，參與無綫電視遊戲節目《美女廚房》，為美少女廚神參賽者之一。為無綫電視遊戲節目《一擲千金》的其中一名千金小姐。
她亦曾擔任有線電視《埋黎睇埋黎玩》，亞洲電視《PC自主派》及路訊通《流動數碼站》的主持，亦是香港動漫電玩節2008大使CheerLaLa之一。
2012年，她轉投香港電視網絡參與由所製作的青春偶像電視劇《還來得及再愛你》，至2015年合約期滿後完結。
2015年，黃羚恩結婚，有一名女兒。

## 演出作品

### 電視劇（無綫電視）

#### 2008年
- 同事三分親 飾 桌球室計分員Gigi（第54集）、Mango（第264集）、接待員（第356集）
- 野蠻奶奶大戰戈師奶 飾 模特兒（第20集大結局）
- 律政新人王II 飾 侍應 (第2集)
- 金石良緣 飾 Carmen
- 銀樓金粉 飾 魔術助手（第9集）
- 師奶股神 飾 投資公司職員
- 疑情別戀 飾 酒吧靚女（第17集）
- 溏心風暴之家好月圓 飾 青年鍾笑莎
- 尖子攻略 飾 記者（第10集）
- 畢打自己人 飾 靚女（第20集）、情侶（第90集）
- 烈火雄心3 飾 朋友 (第4集)

#### 2009年
- 老婆大人II 飾 「神州國際」健康食品展場美少女（第18集）
- 富貴門 飾 陪酒女郎（第17集）
- 美麗高解像 飾 侍應（第17集）

#### 2010年
- 老公萬歲 飾 蓮姐（第2集）、藥廠職員（第12集）
- 女王辦公室 飾 靚女（第23集）
- 飛女正傳 飾 Vincent女友（第1集）
- 談情說案 飾 健身房美女（第15集）
- 巾幗梟雄之義海豪情 飾 姊妹（第29、30集）
- 囧探查過界 飾 Suki（第1、2集）

#### 2011年
- 點解阿Sir係阿Sir 飾 新娘（第20集）
- 萬凰之王 飾 後宮妃子
- 天與地 飾 店員（第24集）

#### 2012年
- 缺宅男女 飾 秘書 (第23集)

### 其他演出（無綫電視）

#### 2006年
- 2006年：《美女廚房 (第一輯)》美少女廚神參賽者之一

#### 2007年
- 《人傑地靈》
- 《一擲千金》–千金小姐（2007-2008）
- 《開心聊齋》（片頭部份）
- 雅蘭床褥特約：甜睡秘方

#### 2008年
- 《食到篤、問到篤》–為食妹
- 《鐵甲無敵獎門人》–獎品小姐
- 《花旗筋肉大格鬥》（第1、2輯）（高清翡翠台）– 筋肉寶寶左勾拳

#### 2009年
- 《掌故王》–助手（暱稱：諸事）
- 《農夫小儀嬉》- （第5集）
- 《都市閒情》–《嫺談靚之選》–化妝示範模特兒
- TVB中秋節電視宣傳片
- TVB42周年電視宣傳片
- 《勁歌金曲》優秀選第三回宣傳片

### 電視劇（香港電視網絡）

#### 2014年
- 《來生不做香港人》飾 Angel

#### 2015年
- 《童話戀曲201314》飾 Cat
- 《導火新聞線》飾 護士
- 《驚異世紀》飾 酒吧女郎（第3集）/記者
- 《還來得及再愛你》飾 李珍珍
- 《三面形醫》田浩翔（陳家樂飾演）之女友

### 廣告／電視宣傳短片

#### 2004年
- 肯德基
- 撲滅罪行委員會政府宣傳片
- 廣場（九龍倉集團（0004.HK）成員）平面廣告
- 眼鏡88（寶光實業（0084.HK）旗下公司）平面廣告

#### 2005年
- 3M（MMM.N）平面廣告
- 富邦銀行（香港）（0626.HK）平面廣告

#### 2007年
- Fibe-Mini
- 李斯德林平面廣告
- AMD
- 荷蘭銀行
- 必理痛
- 九廣鐵路商店廣告：連城廣場、落馬洲站
  - 註：九鐵資產在兩鐵合併後由港鐵（前稱地鐵有限公司）收購歸入

#### 2008年
- 心繫家國IV共耀中華–「香港的體育成就」
- 羅浮宮 Print Adv

#### 2009年
- 北京牛黃解毒片TVC

#### 2010年
- 『黑鑽』元氣正能量配飾系列–正能量大使
- 香港珠寶購物節平面廣告

#### 2012年
- 國際自然療法學院 - 親善大使
- Dr. Bauer - RF神級射頻童顏機
- SO2C 泰易瘦 - M6 纖瘦易爆脂寶. Mini M6 Firming Roller

### 參與演出MV

#### 2007年
- 江若琳《撒嬌》
- 楊千嬅《化》
- 鄧麗欣《日久生情》
- 吳浩康《自卑》
- 梁詠琪《女人本色》
- 區俊濤《恩將仇報》
- 李逸朗《榕樹》
- 劉家昌、衛　蘭《心在香港》

#### 2008年
- 裕　美《搭錯車》
- 洪卓立《彌敦道》
- 陳偉霆《TAXI》
- 陳柏宇《你來自哪顆星》
- 農　夫《舉高隻手》

#### 2012年
- 胡鴻鈞《原諒》

### 節目主持（路訊通）
- 2006年：《流動數碼站》

### 電影
- 2012年：《大追捕》飾 路人

## 曾獲獎項
- 2004年：粵港模特兒競選得奬：亞軍